# Jan Vroom (1920-1945)
Jan Vroom (Glimmen, 16 januari 1920 - Woeste Hoeve, 8 maart 1945) was een Nederlandse landbouwer en verzetsstrijder in de Tweede Wereldoorlog. Hij was koerier van een geheime zender en werd verraden door Geessien Bleeker. Zijn betrokkenheid bij het verzet moest hij met de dood bekopen.

## Levensloop
Vroom was de zoon van landbouwer Roelf Jan Vroom. De familie was lid van de gereformeerde kerk. In de periode tussen oktober 1944 en februari 1945 kreeg Vroom "verkering" met Geessien Bleeker, hoewel hij de relatie serieuzer nam dan zij. Vroom had Bleeker leren kennen omdat zij verbleef bij de buren, Gé Eising en zijn gezin, die woonden op het terrein van de Vuil Afvoer Maatschappij in Drijber. Wat Vroom niet wist was dat Bleeker door het verzet "gevangen" was genomen, omdat zij er van verdacht werd in augustus 1944 een aantal verzetsmensen te hebben verraden (wat zij inderdaad gedaan had). Vroom wist alleen dat Bleeker door de Sicherheitsdienst werd gezocht. Bleeker schikte zich overigens in haar rol als "gevangene". Doordat zij meerdere keren van adres veranderde wist zelfs de familie-Eising niet dat Bleeker vast werd gehouden.
De verzetsman Jacob van den Hul liet halverwege januari 1945 zijn oog vallen op de Vuil Afvoer Maatschappij als ideale locatie om een geheime zender naar toe te verplaatsen, omdat het kantoor en de woning van de VAM waren aangesloten op het elektriciteitsnet. De zender moest weg uit het Bethesdaziekenhuis in Hoogeveen, omdat de aanwezigheid daar te veel opviel. Via de landbouwer Hendrik Reinders, waar Vroom zat ondergedoken, kwam Van den Hul met hem in contact. Vroom legde het contact met Eising, die aanvankelijk toestemde. Hij kwam vervolgens terug op zijn besluit omdat de antenne te veel opviel. Vroom had de zender al afgeleverd, maar nam deze daarna weer mee. 
Vroom en Van den Hul gingen nogmaals met Reinders praten en beloofden een aanpassing waardoor de antenne minder zou opvallen. Hierna stemde Eising alsnog in. Op 23 januari 1945 begon Van der Hul, en kort daarna zijn vervanger Anton Stam, met zenden. Jan Vroom verzorgde samen met zijn broer Geert Hendrik de koeriersdiensten. Berichten haalden zij meestal op bij de tandarts Harmanus Schipper of bij Pleunis Dubbeldam, hoofd van de PTT in Hoogeveen. 
De Duitsers waren er intussen van op de hoogte dat er in de omgeving een geheime radiozender aanwezig moest zijn en peilde deze uit. Op 9 februari 1945 deed de SD een inval. Bleeker liep direct weer over naar de Duitse zijde en wees de schuilplek van Stam aan, waarna ook de zender werd aangetroffen. De familie-Vroom kreeg er rond 10 uur in de ochtend lucht van dat het mis was bij de buren. Eerst ging Jans zus Alie poolshoogte nemen en vervolgens hijzelf. Beiden werden aangehouden. Geert Hendrik Vroom ging er op uit om Gé Eising, die op zijn werk was op het moment van de inval, te waarschuwen. Eising dook vervolgens onder. Omdat iedereen na 20.00 uur binnen moest blijven was er geen tijd meer op Dubbeldam te waarschuwen, die een aantal uren later in zijn huis werd aangehouden. Jan en Alie Vroom waren intussen wel vrijgelaten, omdat de SD dacht dat zij slechts uit nieuwsgierigheid waren langs gekomen.
Een dag later ging Jan Vroom bij de tandarts Harmannus Schipper langs om hem te waarschuwen. Schipper was al gearresteerd en Vroom werd vervolgens ook aangehouden. Dankzij de informatie van Bleeker wist de SD intussen wat zijn rol was rond de geheime radiozender. Vroom werd daarom net als Dubbeldam en Schipper overgebracht naar het Huis van Bewaring in Assen. Zijn familie overleefde de oorlog door onder te duiken.

### Dood
In de nacht van 6 op 7 maart 1945 raakte de SS-officier Hanns Albin Rauter, de Duitse leider van de politie in Nederland, bij de Woeste Hoeve op de oostelijke Veluwe zwaargewond bij een toevallige aanslag. Op 8 maart 1945 executeerden de Duitse bezetters als wraak 117 gevangenen bij de plaats van de aanslag, waaronder Dubbeldam, Schipper en Vroom en twee andere personen die als gevolg van het verraad van Bleeker waren aangehouden (Koop Schra en Piet van de Velde, directeur van het Bethesdaziekenhuis, waar de radio eerder had gestaan).

## Persoonlijk
Jan Vroom was een kleinkind van de bekende tuin- en landschapsarchitect Jan Vroom sr. Diens zoon Jan jr. was zijn oom.

## Nagedachtenis
Jans jongere broer Max Vroom onthulde in april 2015 een stolperstein bij de gereformeerde kerk in Drijber.